# Leonhard Kaufmann
Leonhard Kaufmann (* 12. Jänner 1989 in Güssing) ist ein österreichischer Fußballspieler auf der Position eines Mittelfeldspielers.

## Karriere
Kaufmann begann seine Fußballerkarriere beim steirischen Fußballverein UFC Fehring. Nach guten Leistungen beim Provinzklub holte ihn der SK Sturm Graz in seine Jugendabteilung. Nach einigen Jahren in der Jugend der Schwarz-Weißen kam er 2006 zu den Sturm Amateuren, in die drittklassige Regionalliga Mitte. Unter Franco Foda als Amateurtrainer reifte er heran und 2007, diesmal unter Foda als Cheftrainer der Profi-Mannschaft, kam Kaufmann zu seinem Debüt in der höchsten österreichischen Spielklasse. Beim Spiel zwischen SK Rapid Wien und Sturm in der 10. Runde kam der junge Steirer in der 90. Minute beim Stand von 5:1 für Sturm für Thomas Krammer ins Spiel. Ein weiterer Kurzeinsatz folgte in der 12. Runde gegen Wacker Innsbruck.
Am 21. Mai 2009 erzielte Kaufmann gegen den FC Red Bull Salzburg in der 95. Minute beim 2:0-Sieg der Grazer über die Salzburger bei seinem ersten Spiel von Beginn an sein erstes Bundesligator.
Mit Saisonbeginn 2009/10 wechselte Kaufmann innerhalb der Bundesliga zum SK Austria Kärnten. Nach 34 Meisterschaftsspielen und fünf Toren transferierte Kaufmann in der Sommerpause vor der Saison 2010/11 innerhalb der Liga nach Oberösterreich zum LASK Linz. Mit beiden Vereinen musste Kaufmann absteigen.
Im Sommer 2012 wechselte Leonhard Kaufmann ablösefrei zu seinem Heimatverein SK Sturm Graz. Kaufmann erhielt einen Vertrag bis 2014.
Zur Saison 2014/15 wechselte Kaufmann anschließend zu Energie Cottbus. Am 6. Juni 2015 unterschrieb Leonhard Kaufmann einen Vertrag beim SV Austria Salzburg.
Nach dem Abstieg Salzburgs in die Regionalliga wechselte Kaufmann im Sommer 2016 zum Landesligisten TuS Bad Gleichenberg. Mit Bad Gleichenberg stieg er 2017 in die Regionalliga auf. In sechs Jahren beim Verein kam er insgesamt zu 136 Ligaeinsätzen, in denen er 76 Tore erzielte. Zur Saison 2022/23 kehrte er zum viertklassigen UFC Fehring zurück.

## Persönliches
2017 eröffnete Kaufmann ein Fitnessstudio in Bad Gleichenberg.